# Hunger Ward
Hunger Ward ist ein US-amerikanischer Dokumentar-Kurzfilm von Skye Fitzgerald aus dem Jahr 2020. Er handelt von der Hungersnot in Jemen und dem Einsatz zweier Frauen gegen das Hungerleiden von Kindern.

## Handlung
Seit 2004 herrscht in Jemen Bürgerkrieg. Zu den schrecklichen Auswirkungen tritt seit 2016 eine Hungersnot hinzu, die vor allem Kinder betrifft. Der Dokumentarfilm porträtiert die Arbeit von Dr. Aida Alsadeeq im Sadaqa Hospital in Aden und Schwester Mekkia Mahdi, die von der Verbundsklinik Aslam Clinic aus die verschiedenen Kräfte koordiniert.
Der Film zeigt die Behandlung und Pflege betroffener Kinder. Er weist auf die spezielle Situation im Rahmen des Bürgerkriegs hin, das Leid der hungernden Kinder und die Trauer der hilflosen Eltern. Gezeigt wird unter anderem das Sterben eines Mädchens, für das die streng islamische Großmutter der Ärztin die Schuld gibt. Gezeigt wird ebenfalls die erfolgreiche Behandlung eines Mädchens mit Glutenunverträglichkeit. Am Ende wird der Zusammenbruch einer Mutter dokumentiert, die gerade ihre Tochter verloren hat.
Es folgt ein Appell der Ärztin den Krieg und den Hunger in Jemen zu beenden und die Stimmen der einfachen Leute des Landes zu erhören. Sie könne sich nicht an das Sterben gewöhnen und jeder Verlust wäre schwer zu ertragen. Es folgen Texttafeln, die eine direkte Verantwortung Saudi-Arabiens bekräftigen, die sowohl Nahrungsmittellieferungen blockieren als auch die Bevölkerung durch Luftangriffe dezimieren. Auch den Vereinigten Staaten, die Saudi-Arabien mit Waffen und Ausrüstung unterstützen wird eine Schuld zugesprochen. Zudem seien Großbritannien, Frankreich, die Vereinigten Arabischen Emirate, der Iran sowie die Huthi in den Konflikt involviert.

## Hintergrund
Hunger Ward ist der dritte Teil einer Dokumentarfilmtrilogie, die 2015 mit 50 Feet from Syria begann und 2018 mit dem Oscar-nominierten Lifeboat fortgesetzt wurde.
Der Film wurde bei der Oscarverleihung 2021 als Bester Dokumentar-Kurzfilm nominiert. Für Fitzgerald ist es damit die zweite Oscar-Nominierung.